# Transkrypcja Hepburna
Transkrypcja Hepburna (jap. ヘボン式ローマ字 Hebon-shiki rōmaji; dosł. „znaki rzymskie (łacińskie) metodą Hepburna”) – nosząca nazwisko Jamesa Curtisa Hepburna transkrypcja pisma i dźwięków języka japońskiego na alfabet łaciński, którą wykorzystał w trzecim wydaniu swojego słownika japońsko-angielskiego z 1886 roku. System ten został opracowany w 1885 roku przez Stowarzyszenie Latynizacji (jap. 羅馬字会 Rōmajikai), które proponowało zastąpienie nim znaków kanji i kany. Nazywany jest także „metodą standardową” (jap. 標準式 hyōjun-shiki). Współcześnie jego najbardziej rozpowszechnioną wersją jest „wersja zmodyfikowana” zaproponowana w trzecim wydaniu słownika New Japanese-English Dictionary (1954) wydawnictwa Kenkyūsha.

## Wprowadzenie
Obecny system Hepburna jest najszerzej stosowaną i najprostszą metodą transkrypcji języka japońskiego. Wystarczy jedynie poznać i zapamiętać stosunkowo proste w tym przypadku zasady zmienionej wymowy angielskiej, ale oddającej prawidłową wymowę w języku japońskim.
Ze względu na to, że niektóre słowa japońskie, jak np. 芸者 geisha, czy 将軍 shōgun dotarły do Polski zanim rozpowszechniła się transkrypcja Hepburna, były one i nadal są często w zapisie: gejsza i szogun. Stało się tak w wyniku bezpośredniego przeniesienia wymowy angielskiej, odmiennej od wymowy w języku japońskim. Zapis w języku polskim, zgodny z wymową w języku japońskim, to odpowiednio: gejsia/geisia i siogun.

## Warianty
Istnieje wiele wariantów latynizacji Hepburna. Dwoma najpopularniejszymi są:
- Wersja tradycyjna (ang. traditional Hepburn), zmieniana w kolejnych wydaniach słownika Hepburna (wyd. I – 1867, wyd. II – 1872, wyd. III – 1886), z których wydanie trzecie jest uważane za autorytatywne[3]. Hepburn w pierwszym wydaniu zawsze stosował makrony do zapisu długich samogłosek (ā, ī, ū, ō), jednak w kolejnych wydaniach zastąpił ā i ī przez aa i ii. Zrezygnował również z używania ō w niektórych sytuacjach (np. czasownik 思う（おもう） w pierwszym wydaniu był zapisany jako omō, a w kolejnych jako omou)[4]. Ten wariant charakteryzuje się zapisywaniem zgłoskotwórczego n jako m przed spółgłoskami b, m i p, np. Shimbashi dla 新橋. Wykorzystywany jest na znakach kolei Japan Railways[5].
- Wersja zmodyfikowana (jap. 修正ヘボン式 shūsei Hebon-shiki; ang. modified Hepburn), znana też jako wersja poprawiona, w której zapis zgłoskotwórczego n jako m przed pewnymi spółgłoskami nie jest już używany, np. Shinbashi dla 新橋. Wersja ta została wprowadzona w trzecim wydaniu New Japanese-English Dictionary (1954) wydawnictwa Kenkyūsha, a później zaadaptowana przez Bibliotekę Kongresu Stanów Zjednoczonych[6]. Jest to najpopularniejszy system transkrypcji języka japońskiego w obcojęzycznych słownikach i publikacjach[1][7].

W samej Japonii w użyciu istnieją także inne warianty:
- Standard Ministerstwa Ziemi, Infrastruktury, Transportu i Turystyki, który wykorzystuje wersję zmodyfikowaną, długie ō zapisując jednak jako o, np. Otacho dla 太田町. Wariant ten wykorzystywany jest na znakach drogowych[8].
- Standard paszportowy Ministerstwa Spraw Zagranicznych, który zezwala na używanie „znaków spoza transkrypcji Hepburna” (jap. 非ヘボン式ローマ字 hi-Hebon-shiki rōmaji) w latynizacji japońskich nazwisk, zwłaszcza w paszportach. W szczególności zapisuje zgłoskotwórcze n jako m przed spółgłoskami b, m i p oraz pozwala na zapis długiego ō jako o, ou/oo lub oh (np. nazwisko 佐藤（さとう） może zostać zapisane jako Sato, Satou lub Satoh)[9].

Szczegóły tych wariantów znajdują się niżej.

## Cechy
Główną cechą latynizacji Hepburna jest to, iż jej pisownia opiera się na fonologii języka angielskiego. Tam, gdzie sylaby konstruowane w sposób regularny według sylabariusza języka japońskiego zawierają „niestabilną” spółgłoskę dla współczesnego języka mówionego, ortografia zmieniana jest na lepiej oddającą, dla władających angielszczyzną, właściwy dźwięk; przykładowo し zapisywane jest jako shi, nie zaś * si.
Część językoznawców jest niechętna latynizacji Hepburna, ponieważ pisownia oparta na wymowie może przesłaniać regularne pochodzenie struktur fonetycznych, fleksji i koniugacji języka japońskiego. Zwolennicy twierdzą z kolei, że latynizacja ta nie jest przeznaczona do bycia narzędziem językoznawczym. Korzysta z niej w swojej Gramatyce japońskiej autorytet polskiej japonistyki Romuald Huszcza.

### Wymowa
Zapis transkrypcji Hepburna znajduje dość dobre przybliżenie w polskich głoskach. Wszystkie głoski z wyjątkiem poniższych wymawia się tak samo jak w języku polskim:
- ch wymawia się jak ć;
- j wymawia się jak dź;
- sh wymawia się jak ś;
- ts wymawia się jak c;
- w wymawia się jak u̯ (u niezgłoskotwórcze);
- y wymawia się jak j;
- z wymawia się jak dz.

Następujące głoski są raczej obce dla użytkowników języka polskiego:
- u wymawia się z rozluźnionymi ustami;
- f nie jest spółgłoską wargowo-zębową, a dwuwargową, co upodabnia ją do dmuchnięcia; przez co jest zgodna z szeregiem h
- r wymawiane różnie: od l do r, zwykle w pozycji dziąsłowo-zębowej języka, zawsze przy jego pojedynczym ruchu.
- n wymawia się zależnie od pozycji:
  - jak n nosowe i dźwięczne (potencjalnie dowolnie przedłużalne), jeśli zapisane jest jako n' bądź n na końcu wyrazu, jeśli nie zachodzi jedna z poniższych sytuacji,
  - jak zwykłe n przed następującymi literami latynizacji: t, d, z, ch i j (geminizowane przed n),
  - jak n wymawiane w polskich wyrazach bank czy tango przed k i g,
  - jak m przed p i b (geminizowane przed m).

### Długie samogłoski

#### A + A
Tradycyjna i zmodyfikowana latynizacja Hepburna:
Połączenie a + a zapisywane jest jako aa, jeżeli występuje na granicy między morfemami.
- 邪悪（じゃあく）: {ji + ya} + {a + ku} = jaaku – zło

Tradycyjna latynizacja Hepburna:
Długa samogłoska a zawsze zapisywana jest jako aa.
- お婆さん（おばあさん）: {o} + {ba + a} + {sa + n} = obaa-san[11] – babcia

Zmodyfikowana latynizacja Hepburna:
W pozostałych przypadkach długa samogłoska a oznaczana jest makronem.
- お婆さん（おばあさん）: {o} + {ba + a} + {sa + n} = obāsan[12] – babcia

#### I + I
Tradycyjna i zmodyfikowana latynizacja Hepburna:
Połączenie i + i zawsze zapisywane jest jako ii
- お兄さん（おにいさん）: o + ni + i + sa + n = oniisan – starszy brat
- お爺さん（おじいさん）: o + ji + i + sa + n = ojiisan – dziadek
- 美味しい（おいしい）: o + i + shi + i = oishii – smaczny
- 新潟（にいがた）: ni + i + ga + ta = Niigata
- 灰色（はいいろ）: ha + i + i + ro = haiiro – popielaty

#### U + U
Tradycyjna i zmodyfikowana latynizacja Hepburna:
Połączenie u + u zapisywane jest jako uu, jeżeli występuje na granicy między morfemami lub na końcu słownikowej formy czasownika.
- 食う（くう）: {ku} + {-u} = kuu – jeść
- 縫う（ぬう）: {nu} + {-u} = nuu – szyć
- 湖（みずうみ）[a]: {mi + zu} + {u + mi} = mizuumi – jezioro

W pozostałych przypadkach długa samogłoska u oznaczana jest makronem.
- 数学（すうがく）: {su + u} + {ga + ku} = sūgaku – matematyka
- 注意（ちゅうい）: {chu + u} + {i} = chūi – uwaga
- ぐうたら: {gu + u + ta + ra} = gūtara – próżniak

#### E + E
Tradycyjna i zmodyfikowana latynizacja Hepburna:
Połączenie e + e zapisywane jest jako ee, jeżeli występuje na granicy między morfemami.
- 濡れ縁（ぬれえん）: {nu + re} + {e + n} = nureen – niezadaszona weranda

Tradycyjna latynizacja Hepburna:
Długa samogłoska e zawsze zapisywana jest jako ee.
- お姉さん（おねえさん）: {o} + {ne + e} + {sa + n} = oneesan[11] – starsza siostra

Zmodyfikowana latynizacja Hepburna:
W pozostałych przypadkach długa samogłoska e oznaczana jest makronem.
- お姉さん（おねえさん）: {o} + {ne + e} + {sa + n} = onēsan[12] – starsza siostra

#### O + O
Tradycyjna i zmodyfikowana latynizacja Hepburna:
Połączenie o + o zapisywane jest jako oo, jeżeli występuje na granicy między morfemami.
- 小躍り（こおどり）: {ko} + {o + do + ri} = koodori – taniec

W pozostałych przypadkach długa samogłoska o oznaczana jest makronem.
- 氷（こおり）: {ko + o + ri} = kōri – lód
- 遠回り（とおまわり）: {to + o} + {ma + wa + ri} = tōmawari – okrężna droga
- 大阪（おおさか）: {o + o} + {sa + ka} = Ōsaka – Osaka

#### O + U
Tradycyjna i zmodyfikowana latynizacja Hepburna:
Połączenie o + u zapisywane jest jako ou, jeżeli występuje na granicy między morfemami lub na końcu słownikowej formy czasownika.
- 追う（おう）: {o} + {-u} = ou – gonić
- 迷う（まよう）: {ma + yo} + {-u} = mayou – zgubić się
- 子馬（こうま）: {ko} + {u + ma} = kouma – źrebię
- 仔牛（こうし）: {ko} + {u + shi} = koushi – cielę

W pozostałych przypadkach długa samogłoska o oznaczana jest makronem.
- 学校（がっこう）: {ga + (sokuon)} + {ko + u} = gakkō – szkoła
- 東京（とうきょう）: {to + u} + {kyo + u} = Tōkyō – Tokio
- 勉強（べんきょう）: {be + n} + {kyo + u} = benkyō – nauka
- 電報（でんぽう）: {de + n} + {po + u} = dempō[11] lub denpō[12] – telegram
- 金曜日（きんようび）: {ki + n} + {yo + u} + {bi} = kinyōbi[11] lub kin’yōbi[12] – piątek
- 格子（こうし）: {ko + u} + {shi} = kōshi – krata

#### E + I
Tradycyjna i zmodyfikowana latynizacja Hepburna:
Połączenie e + i zawsze zapisywane jest jako ei.
- 学生（がくせい）: ga + ku + se + i = gakusei – student
- 経験（けいけん）: ke + i + ke + n = keiken – doświadczenie
- 制服（せいふく）: se + i + fu + ku = seifuku – mundurek
- 姪（めい）: me + i = mei – bratanica, siostrzenica

#### Pozostałe połączenia samogłosek
Wszystkie pozostałe połączenia samogłosek zapisywane są oddzielnie.
- 軽い（かるい）: ka + ru + i = karui – lekki
- 鴬（うぐいす）: u + gu + i + su = uguisu – wierzbownik japoński
- 甥（おい）: o + i = oi – bratanek, siostrzeniec

#### Zapożyczenia językowe
Długie samogłoski w wyrazach zapożyczonych oznaczone znakiem chōonpu (ー) zapisywane są z makronami (ā, ī, ū, ē, ō).
- セーラー: se + (chōonpu) + ra + (chōonpu) = sērā – marynarz
- パーティー: pa + (chōonpu) + ti + (chōonpu) = pātī – impreza
- ヒーター: hi + (chōonpu) + ta + (chōonpu) = hītā – grzejnik
- タクシー: ta + ku + shi + (chōonpu) = takushī – taksówka
- スーパーマン: su + (chōonpu) + pa + (chōonpu) + ma + n = Sūpāman – Superman
- バレーボール: ba + re + (chōonpu) + bo + (chōonpu) + ru = barēbōru – siatkówka
- ソール: so + (chōonpu) + ru = sōru – podeszwa

Połączenia samogłosek w wyrazach zapożyczonych zawsze zapisywane są oddzielnie.
- バレエ: ba + re + e = baree – balet
- ソウル: so + u + ru = souru – dusza, Seul
- ミイラ: mi + i + ra = miira – mumia

#### Inne odmiany
Istnieje również różne odmiany transkrypcji Hepburna do oznaczania długich samogłosek. Na przykład 東京（とうきょう） może zostać zapisane jako:
- Tōkyō: oznaczane makronami. Zgodne z zasadami wersji tradycyjnej oraz zmodyfikowanej systemów, uważane za standard;
- Tokyo: nieoznaczane. Jest to zgodne z wyrazami japońskimi, które weszły do angielszczyzny lub polszczyzny (np. Osaka, gdzie pierwsza samogłoska jest długa). Jest to również niepisana konwencja używana w systemie przyjętym de facto i używanym w znakach i innych anglojęzycznych informacjach w Japonii;
- Tôkyô: oznaczane akcentami przeciągłymi (cyrkumfleksami lub popularnie: daszkami). Cyrkumfleksy wykorzystywane są w alternatywnych latynizacjach Nihon-shiki oraz Kunrei-shiki i używane, jeżeli procesor tekstu nie umożliwia użycia makronów.
- Tohkyoh: oznaczane za pomocą h (jedynie po o). Niekiedy znane pod nazwą „wersji paszportowej”, jako że japońskie Ministerstwo Spraw Zagranicznych zezwoliło (jednak nie wymaga) na wykorzystanie w paszportach[9];
- Toukyou: zapisywane za pomocą pisowni kany: ō jako ou lub oo (zależnie od kany) oraz ū jako uu. Sposób ten jest czasami nazywany wāpuro rōmaji[b], ponieważ służy on do tworzenia tekstu japońskiego przy użyciu procesora tekstu (jap. wādo purosessā z ang. word processor) wyposażonego w klawiaturę z alfabetem łacińskim i sylabariuszem japońskim. Metoda ta pozwala na dokonywanie zapisu wyrazu w kanie, rozróżniając między おう (jak np. w とうきょう (jap. 東京) zapisywanym Toukyou) oraz おお (jak w とおい (jap. 遠い) zapisywanym tooi). Słowo wāpuro oznacza urządzenie do sporządzania tekstów w języku japońskim, przypominające wyglądem maszynę do pisania z niewielkim ekranem. Program do niej nazywa się wāpuro-sofuto (sofuto pochodzi od software). Metoda i maszyny te były w powszechnym użyciu w Japonii w latach 70. i 80. XX w., przed erą komputerów. Obecnie w podobny sposób sporządza się teksty przy pomocy klawiatury komputera;
- Tookyoo: zapisywane przez podwajanie samogłosek. Zgodne z zasadami transkrypcji JSL, ale popularne również podczas zapisywania wyrazów obcego pochodzenia bez odwołania do konkretnego systemu, np. paatii dla パーティー (z ang. party, przyjęcie) zamiast pātī.

### Partykuły
Tradycyjna i zmodyfikowana latynizacja Hepburna:
- Partykułę ha は zapisuje się wa.

Tradycyjna latynizacja Hepburna:
- Partykułę he へ zapisuje się ye (e po reformie ortografii w 1946 roku).
- Partykułę wo を zapisuje się wo.

Zmodyfikowana latynizacja Hepburna:
- Partykułę he へ zapisuje się e.
- Partykułę wo を zapisuje się o.

### Zgłoskotwórczen
Tradycyjna latynizacja Hepburna:
Zgłoskotwórcze n (ん) zapisywane jest jako n przed spółgłoskami, ale jako m przed spółgłoskami wargowymi, t.j. b, m i p. Przed samogłoskami i y zapisywane jest jako n- (z myślnikiem; aby uniknąć niejasności pomiędzy na przykład んあ n + a i な na lub んや n + ya i にゃ nya).
- 案内（あんない）: annai – oprowadzanie
- 群馬（ぐんま）: Gumma – Gunma
- 簡易（かんい）: kan-i – prostota
- 信用（しんよう）: shin-yō – zaufanie

Zmodyfikowana latynizacja Hepburna:
Zapis m przed spółgłoskami wargowymi został zastąpiony zapisem n. Przed samogłoskami i y stosuje się zapis n’ (z apostrofem).
- 案内（あんない）: annai – oprowadzanie
- 群馬（ぐんま）: Gunma – Gunma
- 簡易（かんい）: kan’i – prostota
- 信用（しんよう）: shin’yō – zaufanie

### Podwójne spółgłoski
Podwójne lub geminizowane spółgłoski oznaczane są poprzez podwojenie spółgłoski po sokuonie, っ, z wyjątkiem ch, które geminizowane przechodzi w tch.
- 結果（けっか）: kekka – wynik
- さっさと: sassato – szybko
- ずっと: zutto – cały czas
- 切符（きっぷ）: kippu – bilet
- 雑誌（ざっし）: zasshi – magazyn
- 一緒に（いっしょに）: isshoni – razem
- こっち: kotchi (nie kocchi) – tędy
- 抹茶（まっちゃ）: matcha (nie maccha) – matcha
- 三つ（みっつ）: mittsu – trzy

## Tabele latynizacji Hepburna
| Gojūon   | Gojūon      | Gojūon    | Gojūon      | Gojūon      | Yōon          | Yōon          | Yōon          |
| -------- | ----------- | --------- | ----------- | ----------- | ------------- | ------------- | ------------- |
| あ ア a  | い イ i     | う ウ u   | え エ e     | お オ o     | Yōon          | Yōon          | Yōon          |
|          |             |           |             |             |               |               |               |
| か カ ka | き キ ki    | く ク ku  | け ケ ke    | こ コ ko    | きゃ キャ kya | きゅ キュ kyu | きょ キョ kyo |
| さ サ sa | し シ shi   | す ス su  | せ セ se    | そ ソ so    | しゃ シャ sha | しゅ シュ shu | しょ ショ sho |
| た タ ta | ち チ chi   | つ ツ tsu | て テ te    | と ト to    | ちゃ チャ cha | ちゅ チュ chu | ちょ チョ cho |
| な ナ na | に ニ ni    | ぬ ヌ nu  | ね ネ ne    | の ノ no    | にゃ ニャ nya | にゅ ニュ nyu | にょ ニョ nyo |
| は ハ ha | ひ ヒ hi    | ふ フ fu  | へ ヘ he    | ほ ホ ho    | ひゃ ヒャ hya | ひゅ ヒュ hyu | ひょ ヒョ hyo |
| ま マ ma | み ミ mi    | む ム mu  | め メ me    | も モ mo    | みゃ ミャ mya | みゅ ミュ myu | みょ ミョ myo |
| や ヤ ya |             | ゆ ユ yu  |             | よ ヨ yo    |               |               |               |
| ら ラ ra | り リ ri    | る ル ru  | れ レ re    | ろ ロ ro    | りゃ リャ rya | りゅ リュ ryu | りょ リョ ryo |
| わ ワ wa | ゐ ヰ i/wi† |           | ゑ ヱ e/we† | を ヲ o/wo‡ |               |               |               |
|          |             |           |             | ん ン n-n'  |               |               |               |
|          |             |           |             |             |               |               |               |
| が ガ ga | ぎ ギ gi    | ぐ グ gu  | げ ゲ ge    | ご ゴ go    | ぎゃ ギャ gya | ぎゅ ギュ gyu | ぎょ ギョ gyo |
| ざ ザ za | じ ジ ji    | ず ズ zu  | ぜ ゼ ze    | ぞ ゾ zo    | じゃ ジャ ja  | じゅ ジュ ju  | じょ ジョ jo  |
| だ ダ da | ぢ ヂ ji    | づ ヅ zu  | で デ de    | ど ド do    | ぢゃ ヂャ ja  | ぢゅ ヂュ ju  | ぢょ ヂョ jo  |
| ば バ ba | び ビ bi    | ぶ ブ bu  | べ ベ be    | ぼ ボ bo    | びゃ ビャ bya | びゅ ビュ byu | びょ ビョ byo |
| ぱ パ pa | ぴ ピ pi    | ぷ プ pu  | ぺ ペ pe    | ぽ ポ po    | ぴゃ ピャ pya | ぴゅ ピュ pyu | ぴょ ピョ pyo |

- † – Znaki oznaczone na czerwono to znaki historyczne, które są przestarzałe we współczesnej japońszczyźnie[15][16].
- ‡ – We współczesnej japońszczyźnie znak ヲ wo powinien być zapisywany fonetycznie jako o w przypadku użycia jako partykuły i tylko czasami wymawia się go wo w niektórych zapożyczeniach (np. niestandardowe ヲッカ wokka dla wyrazu „wódka”).

### Dla rozszerzonej katakany
Połączenia tych znaków wykorzystywane są głównie do reprezentowania dźwięków w wyrazach obcojęzycznych.
Digrafy na pomarańczowym tle używane są do zapisu zapożyczeń i zagranicznych nazw, na niebieskim tle – do dokładniejszej transliteracji obcych dźwięków (zgodnie z zaleceniami japońskiego Ministerstwa Oświaty, Kultury, Sportu, Nauki i Technologii). Digrafy katakany na beżowym tle sugerowane są przez American National Standards Institute i British Standards Institution jako możliwe do stosowania. Natomiast znaki z fioletowym tłem pojawiły się w standardzie stowarzyszenia Romaji Hiromekai z 1974.
|          | イィ yi  |           | イェ ye    |          |
| ウァ wa  | ウィ wi  | ウゥ wu*  | ウェ we    | ウォ wo  |
|          |          | ウュ wyu  |            |          |
| ヴァ va  | ヴィ vi  | ヴ vu⁑    | ヴェ ve    | ヴォ vo  |
| ヴャ vya |          | ヴュ vyu  | ヴィェ vye | ヴョ vyo |
|          |          |           | キェ kye   |          |
|          |          |           | ギェ gye   |          |
| クァ kwa | クィ kwi |           | クェ kwe   | クォ kwo |
| クヮ kwa |          |           |            |          |
| グァ gwa | グィ gwi |           | グェ gwe   | グォ gwo |
| グヮ gwa |          |           |            |          |
|          |          |           | シェ she   |          |
|          |          |           | ジェ je    |          |
|          | スィ si  |           |            |          |
|          | ズィ zi  |           |            |          |
|          |          |           | チェ che   |          |
| ツァ tsa | ツィ tsi |           | ツェ tse   | ツォ tso |
|          |          | ツュ tsyu |            |          |
|          | ティ ti  | トゥ tu   |            |          |
|          |          | テュ tyu  |            |          |
|          | ディ di  | ドゥ du   |            |          |
|          |          | デュ dyu  |            |          |
|          |          |           | ニェ nye   |          |
|          |          |           | ヒェ hye   |          |
|          |          |           | ビェ bye   |          |
|          |          |           | ピェ pye   |          |
| ファ fa  | フィ fi  |           | フェ fe    | フォ fo  |
| フャ fya |          | フュ fyu  | フィェ fye | フョ fyo |
|          |          | ホゥ hu   |            |          |
|          |          |           | ミェ mye   |          |
|          |          |           | リェ rye   |          |
| ラ゜ la  | リ゜ li  | ル゜ lu   | レ゜ le    | ロ゜ lo  |
| ヷ va⁂   | ヸ vi⁂   |           | ヹ ve⁂     | ヺ vo⁂   |

- * – Wykorzystanie ウゥ do reprezentowania wu jest rzadkością we współczesnym japońskim, poza slangiem internetowym i transkrypcją łacińskiego digrafu VV w katakanie.
- ⁑ – Znak ヴ ma rzadko stosowany odpowiednik w hiraganie ゔ, który również oznacza vu w latynizacji Hepburna.
- ⁂ – Znaki oznaczone na zielono są przestarzałe we współczesnej japońszczyźnie i stosowane bardzo rzadko[15][16].